# Best 1991-2004
Best 1991-2004 è il primo album greatest hits del cantante britannico Seal, pubblicato nel 2004 dalla Warner Music UK.

## Tracce

### Disco 1: Original Version of the Hits
1. Crazy – 5:56 (Seal, Guy Sigsworth)
2. Kiss from a Rose – 4:48 (Seal)
3. Killer – 6:23 (Adam Tinley, Seal)
4. Prayer for the Dying – 5:30 (Seal, Gus Isidore)
5. Waiting for You – 3:43 (Seal, Mark Batson)
6. Don't Cry – 6:19 (Seal)
7. My Vision (feat. Jakatta) – 3:44 (Seal, Dave Lee, Rick Salmon, Thomas Newman)
8. Love's Divine – 4:38 (Seal, Batson)
9. Walk On By – 3:18 (Burt Bacharach, Hal David)
10. Get It Together – 3:58 (Seal, Batson)
11. Fly Like an Eagle – 4:14 (Steve Miller)
12. Lips Like Sugar – 5:02 (Ian McCulloch, Les Pattinson, Will Sergeant, Pete de Freitas)
13. Human Beings – 4:35 (Seal)
14. Future Love Paradise – 4:19 (Seal)
15. Les Mots (Solo nella versione francese dell'album) – 4:47 (Seal, Mylène Farmer)

### Disco 2: Acoustic Album
1. Bring it On (Acoustic) – 4:46
2. Killer (Acoustic) – 5:39
3. Crazy (Acoustic) – 4:04
4. Colour (Acoustic) – 5:34
5. Kiss from a Rose (Acoustic) – 5:25
6. Prayer for the Dying (Acoustic) – 5:19
7. Love's Divine (Acoustic) – 4:45
8. Get it Together (Acoustic) – 4:36
9. Just Like You Said (Acoustic) – 5:13
10. Touch (Acoustic) – 6:03
11. Waiting for You (Acoustic) – 3:51
12. Don't Cry (Acoustic) – 6:27
13. Walk on By (Acoustic) – 3:05